# Stefan Flukowski

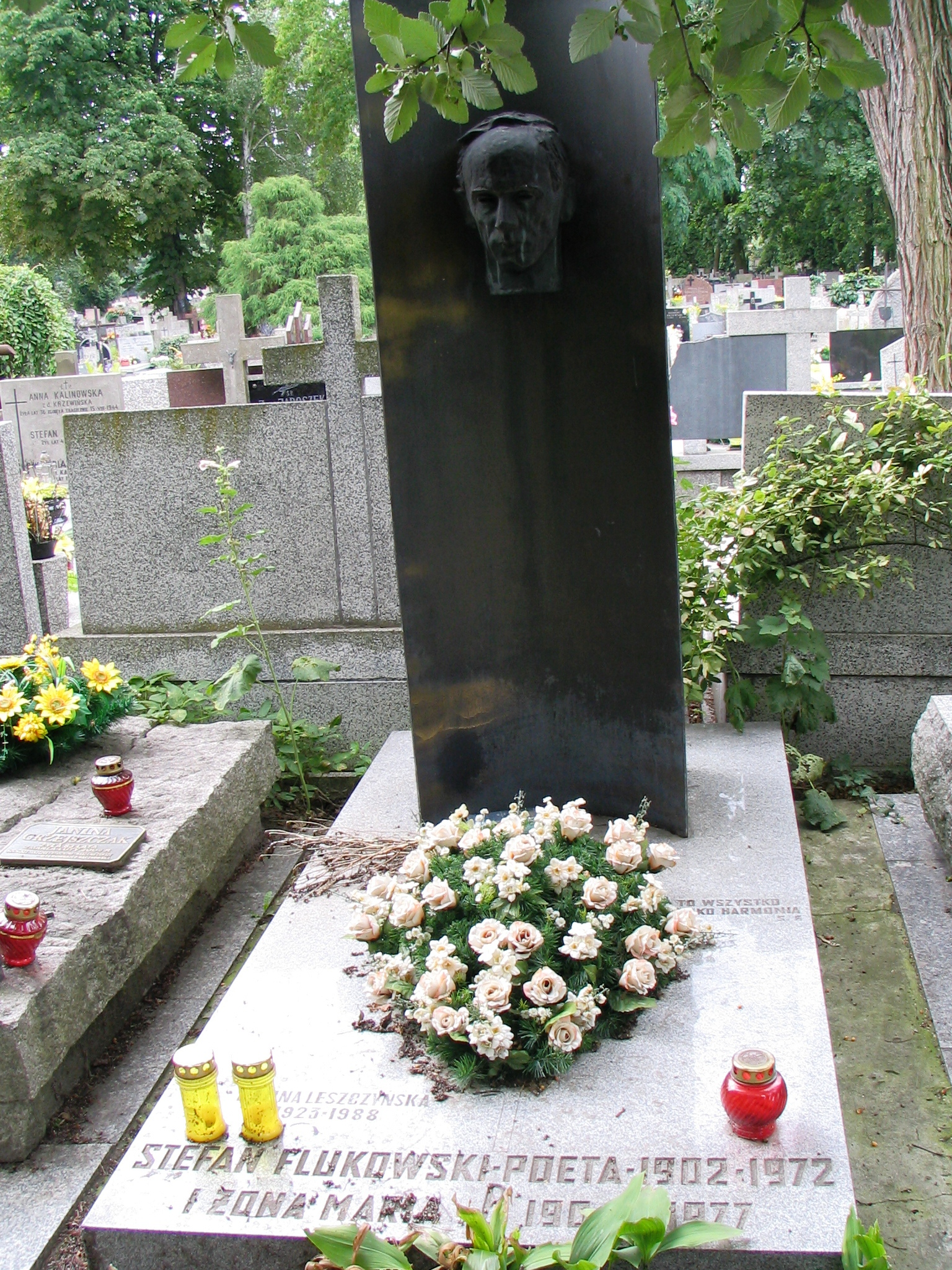
Grób Stefana Flukowskiego na Powązkach; Warszawa, 23 lipca 2008

Stefan Bronisław Flukowski (ur. 18 sierpnia 1902 w Warszawie, zm. 8 maja 1972 w Świnoujściu), polski pisarz i poeta związany z grupą literacką Kwadryga, jeden z pierwszych i najważniejszych przedstawicieli surrealizmu w Polsce. Tłumacz dzieł Anatole’a France’a czy Paula Éluarda, podporucznik piechoty Wojska Polskiego.

## Życiorys
Pochodził z rodziny rzemieślniczej. Ukończył Gimnazjum Wojciecha Górskiego w Warszawie. Studiował filozofię na Wydziale Humanistycznym Uniwersytetu Warszawskiego i równolegle prawo. W latach 1926–1937 pracował jako aplikant sądowy, aplikant adwokacki i asesor sądowy. Był współzałożycielem i członkiem grupy literackiej Kwadryga, a także redaktorem związanego z nią czasopisma „Kwadryga”, na łamach którego debiutował w 1927. Książkowo debiutował w 1929 tomem poetyckim Słońce w kieracie. Stale współpracował z czasopismami „Droga” (1931-1933), „Pion” (1934, 1936-1937), „Rocznik Literacki” (1934-1936) i „Tygodnik Ilustrowany”. 
Na stopień podporucznika został mianowany ze starszeństwem z 1 stycznia 1932 i 2863. lokatą w korpusie oficerów rezerwy piechoty. W 1934 pozostawał w ewidencji Powiatowej Komendy Uzupełnień Warszawa Miasto III. Posiadał przydział w rezerwie do 81 Pułku Piechoty w Grodnie.
W czasie kampanii wrześniowej 1939 walczył w 1 Pułku Piechoty OW Grodno na stanowisku oficera żywnościowego I batalionu. Dostał się do niemieckiej niewoli. Przebywał w Oflagu II B Arnswalde i Oflagu II C Woldenberg , gdzie był jednym z animatorów kulturalnych i współtwórcą teatru jenieckiego, dla którego napisał kilka sztuk (Jajko Kolumba, jednoaktówki Tęsknota za Julią, Gwiazda dwóch horyzontów, dwuaktówka Chwila królewskiej niemocy).
Od 1946 zamieszkał w Krakowie, gdzie został kierownikiem literackim Teatru im. Juliusza Słowackiego (1946-1947) i prezesem krakowskiego oddziału Związku Literatów Polskich. Publikował m.in. w pismach „Odrodzenie” (1945–1949), „Twórczość” (1946-1958 z przerwami), „Nowiny Literackie” (1947-1948), „Tygodnik Powszechny” (1947-1948). Redagował serię Nowy Teatr, w której wydano w 1948 pierwodruki sztuk W małym dworku i Szewcy autorstwa Stanisława Ignacego Witkiewicza. W 1950 przeniósł się do Warszawy, gdzie został redaktorem w Naszej Księgarni. Ponadto był organizatorem działalności kulturalnej i dydaktycznej w Pałacu Młodzieży. W latach 50. i później twórczość własną oraz tłumaczenia publikował m.in. w pismach „Nowa Kultura”, „Współczesność”, „Odgłosy”, „Kultura”, „Życie Literackie”, „Tygodnik Kulturalny”, „Poezja”.
Zmarł nagle podczas pobytu w Świnoujściu. Spoczywa na Cmentarzu Wojskowym na Powązkach (kw. 32B dodatkowa-22-5).

## Twórczość
Jego twórczość bliska była Awangardzie Krakowskiej. Podczas gdy Tadeusz Peiper czy Julian Przyboś dążyli do wyrażenia wieczności w obrazach teraźniejszości czy codzienności, Flukowski wręcz odwrotnie: metaforą wieczności wyrażał cykliczność teraźniejszości. Poeta przeciwstawiał się jednocześnie popularnemu wówczas nowatorstwu formy, wyrażając postulat prostoty języka.
Poezja Flukowskiego wyrażała apoteozę pracy, jako podstawowej wartości świata. Stałym motywem w jego twórczości był obraz codziennych ludzkich prac jako dokończenie boskiego aktu stworzenia.
Poezja
- Słońce w kieracie (1929)
- Dębem rosnę (1932)
- Napomknięte cieniem (1961)
- Rzeka gwiazdy (1965)
- Po stycznej słońca (1971)
- Oko byka (1973)
- Olimpijskie strofy (1976)

Proza
- Pada deszcz (1931) – zbiór opowiadań
- Urlop bosmanmata Jana Kłębucha (1939) – powieść
- Płomień róży (1959) – opowieść biograficzna o Słowackim i Norwidzie

Dramat
- Odys u Feaków (1939)
- Tęsknota za Julią (1940)
- Jajko Kolumba (1941)
- Gwiazda dwóch horyzontów
- Chwila królewskiej niemocy
- Oranżeria (1949)

## Ordery i odznaczenia
- Krzyż Komandorski Orderu Odrodzenia Polski
- Krzyż Oficerski Orderu Odrodzenia Polski